# しゃちBEST 2012-2017
『しゃちBEST 2012-2017』（しゃちベスト）は、チームしゃちほこのベスト・アルバム。2017年10月18日にワーナーミュージック・ジャパンから発売された。

## 概要
通常盤（2CD）・5周年盤（2CD+Blu-ray）・ROAD to ナゴヤドーム前矢田盤（3CD）の3形態で発売される。

## 収録曲

### CD Disc 1
1. colors
1stアルバム「ひまつぶし」収録曲。
2. 乙女受験戦争
会場限定シングル。
3. そこそこプレミアム
4thシングルのカップリング曲。
4. エンジョイ人生
6thシングルのカップリング曲。
5. 恋人はスナイパー
1stシングル。
6. OEOEO
5thシングルのカップリング曲。
7. 抱きしめてアンセム
1stアルバム「ひまつぶし」収録曲。
8. トリプルセブン
2ndシングル。
9. ザ・スターダストボウリング
3rdシングル。
10. 尾張の華
5thシングルのカップリング曲。

### CD Disc 2
1. ちぐはぐ・ランナーズ・ハイ
1stミニアルバム「いいじゃないか」収録曲。
2. START
2ndアルバム「おわりとはじまり」収録曲。
3. プロフェッショナル思春期
2ndアルバム「おわりとはじまり」収録曲。
4. Sweet Memories
7thシングルのカップリング曲。
5. いいくらし
6thシングル。
6. もーちょっと走れ!!!
会場限定シングル「乙女受験戦争」のカップリング曲。
7. ULTRA 超 MIRACLE SUPER VERY POWER BALL
10thシングル。
8. It's New 世界
7thシングルのカップリング曲。
9. パレードは夜空を翔ける
2ndアルバム「おわりとはじまり」収録曲。
10. でらディスコ
3rdシングルのカップリング曲。

### CD Disc 3（ROAD to ナゴヤドーム前矢田盤のみ）
1. We are...
2. 耳をすませば

### Blu-ray（5周年盤のみ）
2017年3月21日に名古屋市総合体育館（日本ガイシホール）で開催された公演「TEAM SYACHIHOKO THE LIVE ROAD to 笠寺 おわりとはじまり at 日本ガイシホール」のライブ映像を収録。